# Cisie (zniesiona osada)
Cisie – zniesiona osada w Polsce, położona w województwie śląskim, w powiecie częstochowskim, w gminie Blachownia.
Nazwę zniesiono z 2025 r.
W latach 1975–1998 miejscowość administracyjnie należała do województwa częstochowskiego.